# Chiesa di San Giorgio in Gogna
La chiesa di San Giorgio in Gogna è una delle più antiche chiese di Vicenza, sicuramente anteriore all'anno mille. Si trova in viale Fusinato.

## Storia

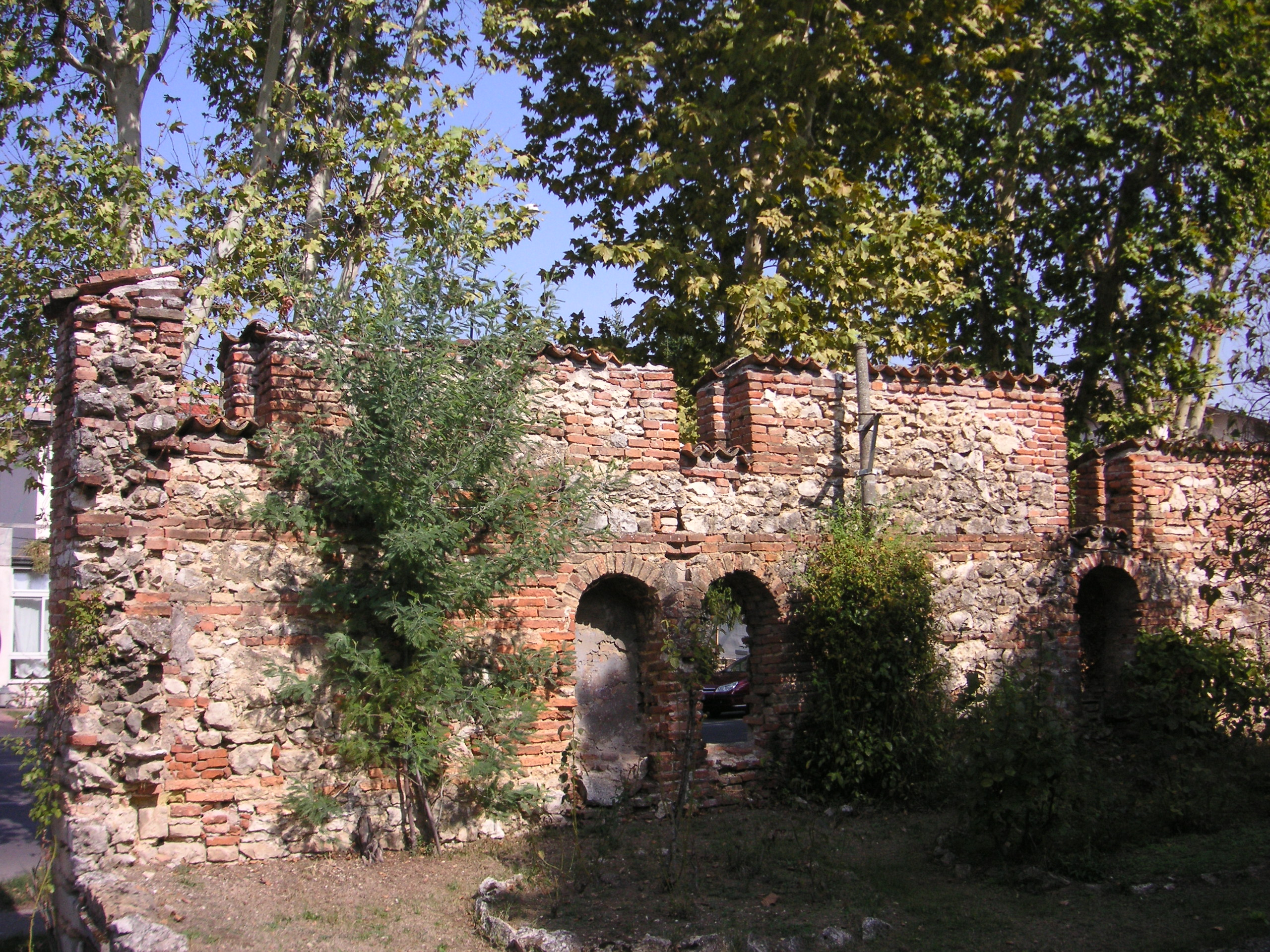
Ruderi dell'ospizio di San Giorgio

Varie leggende circondano le origini di questa chiesa, costruita sulle pendici di monte Berico: qualche autore ha ipotizzato che, ancora in età tardo-antica, un sacello cristiano abbia sostituito un tempietto dedicato a Diana, oppure che la chiesa sia stata eretta dai Longobardi, particolarmente devoti a San Giorgio, dopo la loro conversione al cattolicesimo.
Nessun reperto conferma però queste ipotesi, mentre un privilegio del 983 attesta che il vescovo Rodolfo in quell'anno restituì ai benedettini del monastero dei Santi Felice e Fortunato, insieme con il possesso e i diritti su altri territori, il vantium (cioè un terreno acquitrinoso) Sancti Georgi cum capella. Essi vi si insediarono con l'obiettivo – come in molte altre zone del vicentino - di bonificare la zona paludosa.
Accanto alla chiesa eressero un piccolo monastero e, trovandosi sulla strada che, uscendo dalle mura altomedievali della città dalla secondaria Porta San Giorgio - dove nel XIV secolo fu costruita la Porta Lupia - si dirigeva verso sud-ovest rasente alle colline - probabilmente costruirono anche un ospizio destinato ai viandanti che si dovevano fermare fuori città.
A partire dal 1259 e durante tutti i ricorrenti periodi di peste fino all'ultimo del 1630, fu destinata a lazzaretto. Da ciò forse il nome di "Gesù di Nazaret" - probabile corruzione di Lazzaretto - in un testamento del 1456 e nella Pianta Angelica del 1580.
Nei secoli più recenti fu adibita a prigione, da cui l'apposizione "in Gogna", e ancora a magazzino comunale e poi canile. Trovandosi vicina alla stazione ferroviaria, durante la seconda guerra mondiale fu colpita dai bombardamenti angloamericani, ma fu ben restaurata con materiale originale dapprima nel 1949 e più recentemente nel 2011. Del convento e dell'ospizio restano solo alcuni ruderi. La chiesa, prima appartenente alla parrocchia di Santa Caterina, è stata eretta a parrocchia autonoma nel 1963.
Nella notte tra il 27 e il 28 gennaio 2025 il muro di una struttura antestante alla Chiesa, anch'esso antecedente all'anno 1000, si è parzialmente sbriciolato crollando, i detriti sono stati rimossi poiché ostruivano Viale Fusinato. La Soprintendenza avrebbe prescritto di recuperare i detriti del muro per una successiva ricostruzione.  A causare il crollo potrebbero aver contribuito le piogge e la spinta delle radici delle piante presenti sul posto.

## Descrizione

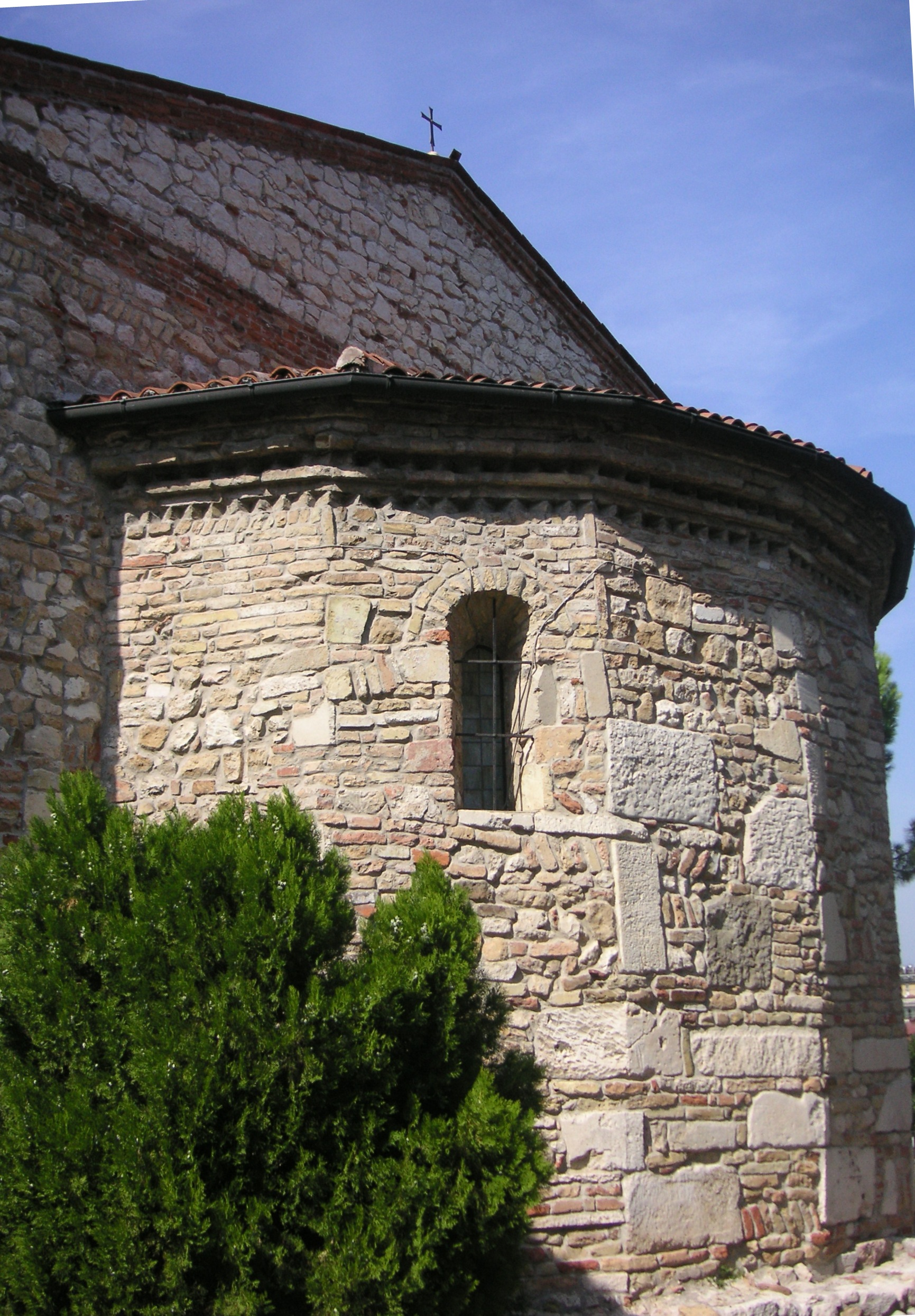
Chiesa di San Giorgio in Gogna, abside

Come tutte le chiese del tempo, la facciata è di stile romanico. I muri perimetrali, costituiti da agglomerati di materiali diversi (mattoni, pietra, marmi recuperati da altri edifici) sono una dimostrazione dell'origine chiaramente artigianale della costruzione, il che si può notare specialmente nell'abside poligonale.
Secondo Barbieri, l'interno a una sola navata e l'abside sfaccettata all'esterno e semicircolare all'interno richiamano modelli ravennati, per cui la struttura complessiva della chiesa potrebbe essere antecedente al citato 983. Altri elementi, tra cui le finestrelle a feritoia strombate (non quelle più alte sul lato sud aperte in epoca successiva) potrebbero invece risalire alla ristrutturazione operata dai monaci intorno al mille.
Interessante - uno dei pochi elementi decorativi presenti all'interno - la pala del 1617 di Giambattista Maganza il Giovane L'apparizione della Madonna a Vincenza Pasini, infierendo la peste a Vicenza tra il 1425 e il 1428 che compone, in un sol quadro, tre momenti dell'apparizione. Sullo sfondo sono raffigurati il vecchio lazzaretto - che quindi a quel tempo era ancora esistente - e Campo Marzo, dove venivano sepolti gli appestati, con scene della peste.

## Note

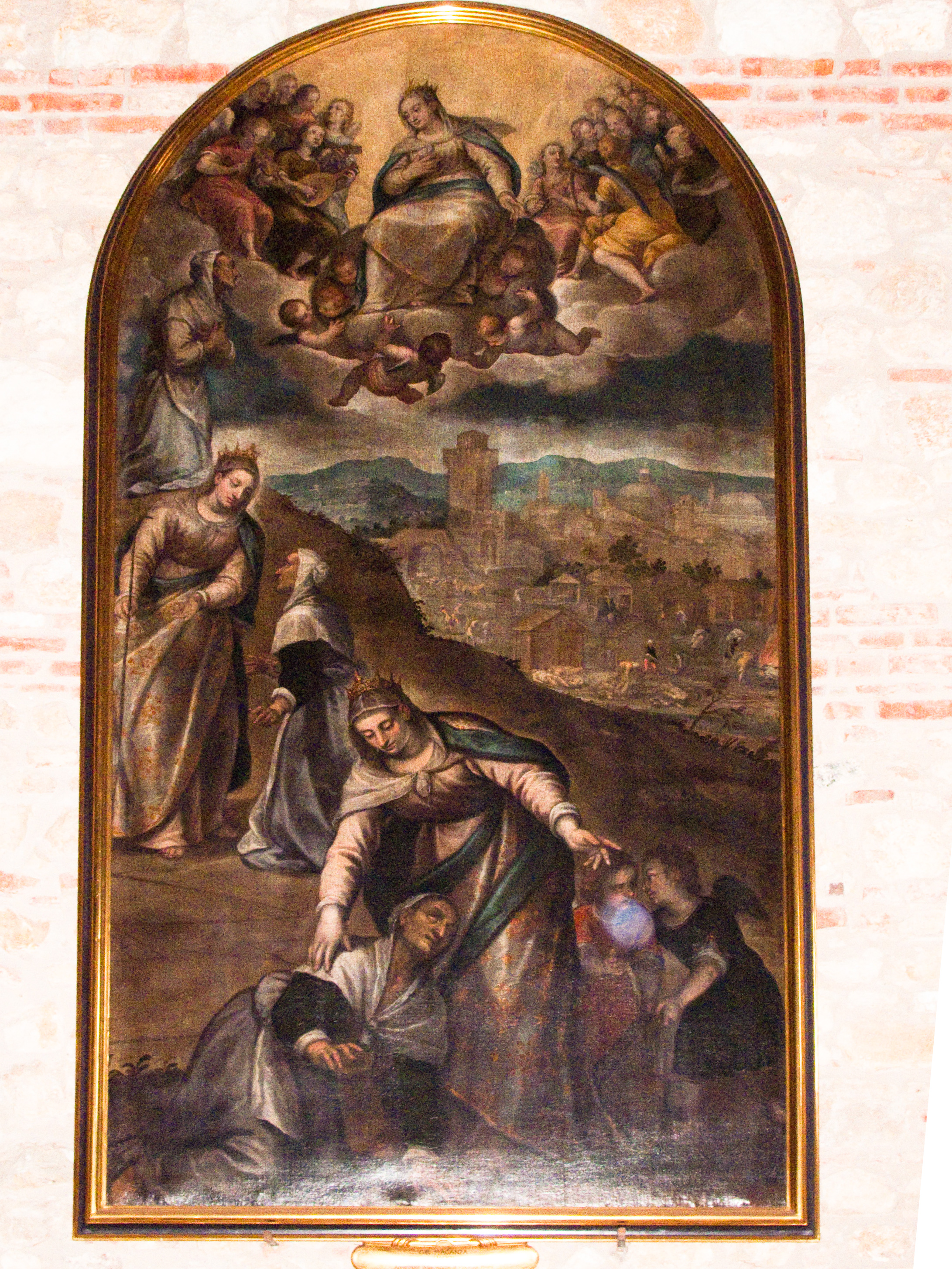
Chiesa di San Giorgio in Gogna, Pala di Giambattista Maganza il Giovane (1617)